# Voyenne
Voyenne è un comune francese di 291 abitanti situato nel dipartimento dell'Aisne, della regione dell'Alta Francia.

## Società

### Evoluzione demografica
Abitanti censiti